# 岡田朝太郎
岡田 朝太郎（おかだ あさたろう、慶応4年5月29日（1868年7月18日） - 昭和11年（1936年）11月13日）は、日本の法学者。専門は刑法。弟子に穂積重遠など。
号は三面子、虚心。川柳の研究家としても知られ、「岡田三面子」名義で『日本史伝川柳狂句』全27巻（遺稿、古典文庫、1972年 - 1981年）などの著作がある。

## 経歴
- 1868年、大垣藩士・岡田平八の長男として生まれる[3]。
- 藩校蕃思学で学び、のち養成社から学費をうけ、東京に遊学する。
- 1891年 東京帝国大学法科大学仏法科を卒業
- 1893年 東京帝国大学法科大学と和仏法律学校に講師
- 1894年 東京帝国大学助教授
- 1897年 ドイツ、フランスに留学
- 1900年 帰朝、東京帝国大学教授となる
- 1901年 法学博士の学位を受ける
- 1906年 在官のまま、清国欽命修訂法律舘調査員兼法律学堂教員として招聘される
- 1907年 慶應義塾大学部法律科教授（刑法担当）。
- 1915年 東京帝国大学教授を辞任
- 1936年11月13日 逝去（享年69）。墓所は多磨霊園。

## 栄典
- 1903年（明治36年）5月21日 - 金杯一組[4]
- 1912年（大正元年）12月18日 - 勲三等瑞宝章[5]
- 1915年（大正4年）10月20日 - 正四位[6]

## 著書
- 『日本刑法論』（1894年、総則之部 訂正増補3版1895年、各論之部 訂正増補再版1895年）
- 『刑法講義』（1903年）
- 『比較刑法』（出版年不詳）